# مارفن ألين (لاعب كرة قدم أمريكية)
مارفن ألين (بالإنجليزية: Marvin Allen)‏ هو لاعب كرة قدم أمريكية أمريكي، ولد في 5 مارس 1983 في دوركينغ في المملكة المتحدة.